# Svante Hedin (författare)
Anders Svante Hedin, född 17 maj 1928 i Borås, död 20 december 2011, var en svensk arkivforskare och fotohistoriker. 
Hedin bodde flera år vid Stenstugu i Anga på Gotland. Han var gift med Inga-Lisa Hedin, född 3 september 1924 i Borås. Han var lärare hos Leitz (Leica) i Wetzlar och på Konstfack, satt en tid i styrelsen för FMV, Fotografiska Museets Vänner, skapade Albatrossmuseet på östra Gotland och skrev ett antal böcker, varav Kunglig bildskatt är den mest spridda och boken om Borg Mesch den mest djupgående boken i fotografisk historia. Han arbetade även med att publicera den lokale fotografen Klintberg. 